# Brooke Hayward
Brooke Hayward (Los Angeles, 5 luglio 1937) è un'attrice statunitense.

## Biografia
Nata a Los Angeles, suo padre era il produttore teatrale e agente Leland Hayward, mentre sua madre l'attrice Margaret Sullavan.
Quando aveva sette anni, con la famiglia si è trasferita in Connecticut. I suoi genitori hanno divorziato nel 1948. Sua madre è deceduta il 1º gennaio 1960 per un'overdose accidentale all'età di 50 anni. La sua vita è stata caratterizzata da altri lutti: la sorella minore Bridget morì suicida nell'ottobre del 1960, mentre il fratello Bill si suicida nel marzo 2008.
Dal 1956 al 1960 è stata sposata con lo scrittore Michael M. Thomas. Dal primo marito ha avuto due figli.
Nel 1961 ha debuttato in una produzione di Broadway dal titolo Mandingo, al fianco di Dennis Hopper, che sarà suo marito dal 1961 al 1969. La coppia ha avuto una figlia.
Sempre nel 1961 debutta nel mondo del cinema nel film Gangster contro gangster. Nel 1964 partecipa a un episodio della serie televisiva Ai confini della realtà. Nel 1973 appare nel film Il giorno del delfino.
Nel 1977 ha pubblicato un libro di memorie intitolato Haywire, in cui racconta la sua infanzia. 
Dal 1985 al 2011 (divorzio) è stata sposata con il pianista e band leader Peter Duchin.
La sua ultima apparizione risale al 1993 nel film 6 gradi di separazione.

## Filmografia parziale

### Cinema
- Gangster contro gangster (Mad Dog Call), regia di Burt Balaban (1961)
- Il giorno del delfino (The Day of the Dolphin), regia di Mike Nichols (1973)
- 6 gradi di separazione (Six Degrees of Separation), regia di Fred Schepisi (1993)

### Televisione
- Corruptors (Target: The Corruptors) – serie TV, episodio 1x13 (1961)
- Bonanza – serie TV, episodio 3x19 (1962)
- L'ora di Hitchcock (The Alfred Hitchcock Hour) – serie TV, episodio 2x08 (1963)
- Ai confini della realtà (The Twilight Zone) – serie TV, episodio 5x25 (1964)
- Gli inafferrabili (The Rogues) – serie TV, episodio 1x08 (1964)